# Stictoleptura ustulata
Stictoleptura ustulata là một loài bọ cánh cứng trong họ Cerambycidae.